# Kiril Georgiev
Kiril Georgiev, bolgarski šahist in šahovski velemojster, * 1965, Bolgarija.